# ニコレット・ラーソン
ニコレット・ラーソン（Nicolette Larson、1952年7月17日 - 1997年12月16日）は、アメリカ合衆国の歌手。1978年にワーナー・ブラザース・レコードからソロ・デビューを果たし、1980年代中期にはカントリーの分野でも活動した。

## 来歴
モンタナ州ヘレナで生まれ、ミズーリ州カンザスシティで育った。
サンフランシスコを拠点として歌手活動を始め、1975年よりコマンダー・コディ&ヒズ・ロスト・プラネット・エアメンのレコーディングやツアーに参加した。その後、ロサンゼルスに移ってセッション・シンガーとしての活動を始め、1977年までにホイト・アクストン、ジェシ・ウィンチェスター、エミルー・ハリス、ジェシ・コリン・ヤング、ニール・ヤング、ロドニー・クロウェル等のレコーディングに参加した。
1978年にワーナー・ブラザース・レコードとの契約を得て、テッド・テンプルマンのプロデュースによるデビュー・アルバム『愛しのニコレット』を発表。同アルバムからは、ニール・ヤングが提供したシングル曲「溢れる愛」がBillboard Hot 100で8位を記録するヒットとなった。2作目のアルバム『愛の季節』（1979年）からは、マイケル・マクドナルドとのデュエット曲「愛にさよならを」が全米トップ40入りしているが、『愛の季節』、『レディオランド』（1980年）、『オール・ドレスト・アップ&ノー・プレイス・トゥ・ゴー』（1982年）は、デビュー・アルバムほどの成功を収められなかった。
1983年、MCAレコードへ移籍。1984年にはアカデミー・オブ・カントリーミュージックによって最優秀新人女性ボーカリスト賞を授与され、翌年キャリア初のカントリー・アルバム『セイ・ホエン』をリリースし、『ビルボード』のカントリー・アルバム・チャートで48位に達した。次作『ローズ・オブ・マイ・ハート』（1986年）はカントリー・アルバム・チャートで40位を記録し、同アルバムからのシングル「That's How You Know When Love's Right」（スティーヴ・ウォリナーとのデュエット）は、『ビルボード』のカントリー・チャートで9位に達した。
1987年のアルバム『Shadows of Love』は、イタリアで録音された。1988年に公開されたアーノルド・シュワルツェネッガー主演の映画『ツインズ』には、ナイトクラブの歌手として出演し、同作のサウンドトラック・アルバムには、ジェフ・ベック、トニー・ハイマス、テリー・ボジオとの共演による「I'd Die for This Dance」が収録された。
1990年、セッション・ドラマーとして知られるラス・カンケルと結婚。その後、旧友ニール・ヤングとのコラボレーションを再開し、『ハーヴェスト・ムーン』（1992年）、ライブ・アルバム『アンプラグド』（1993年）にゲスト参加した。1994年には、カンケルとの間の娘に捧げられた子供向け楽曲のアルバム『スリープ、ベイビー、スリープ』をソニー・ワンダーから発表しており、同作にはデヴィッド・クロスビー、リンダ・ロンシュタット、グラハム・ナッシュがゲスト参加した。

## 私生活
1970年代、エミルー・ハリスとの初期の仕事を通じて、ラーソンはギタリストでソングライターのハンク・デヴィートと知り合った。ラーソンとデヴィートは後に結婚し、離婚した。また、カムズ・ア・タイムのセッション中にニール・ヤングと交際した。1980年代初頭、ラーソンはアンドリュー・ゴールドと婚約したが、ゴールドがプロデュースした1982年のアルバム『All Dressed Up and No Place to Go』の完成直後に破局。1980年代後半、彼女は "ウィアード・アル"・ヤンコヴィックと短期間交際した。ヤンコヴィックは後に、1992年のアルバム『Off the Deep End』でラーソンの作品をパロディにした「You Don't Love Me Anymore」を作曲した。1990年、ラーソンはドラマーのラス・カンケルと結婚。夫妻の娘、エルシー・メイ・ラーソン・カンケルは1990年に生まれた。

## 死去
1997年12月16日、ロサンゼルスで死去。死因は肝不全に起因する脳浮腫であった。
ラーソンの訃報に際し、グラハム・ナッシュは「我々はこのニュースを聞いて、本当に打ちのめされた。音楽にとって極めて悲しい日だ」とコメントしている。そして、1998年2月21日から22日にかけてサンタモニカで開催されたラーソンの追悼コンサートには、ダン・フォーゲルバーグ、ジョー・ウォルシュ、リトル・フィート、ボニー・レイット、キャロル・キング、ジャクソン・ブラウン、リンダ・ロンシュタット、クロスビー、スティルス&ナッシュ、ジミー・バフェット等が参加し、その時の模様は2006年にライブ・アルバム『A Tribute to Nicolette Larson: Lotta Love Concert』として発売された。

## ディスコグラフィ

### スタジオ・アルバム
- 『愛しのニコレット』 - Nicolette (1978年) ※全米15位[13]
- 『愛の季節』 - In the Nick of Time (1979年) ※全米47位[13]。旧邦題『イン・ザ・ニック・オブ・タイム』
- 『レディオランド』 - Radioland (1980年) ※全米62位[13]
- 『オール・ドレスト・アップ&ノー・プレイス・トゥ・ゴー』 - All Dressed Up & No Place to Go (1982年) ※全米75位[13]。旧邦題『天使のように』
- 『セイ・ホエン』 - ...Say When (1985年)
- 『ローズ・オブ・マイ・ハート』 - Rose of My Heart (1986年)
- Shadows of Love (1987年)
- 『スリープ、ベイビー、スリープ』 - Sleep, Baby, Sleep (1994年)

### ライブ・アルバム
- 『ライヴ・アット・ロキシー』 - Live at the Roxy (2006年) ※1978年録音

### コンピレーション・アルバム
- 『ヴェリー・ベスト・オブ・ニコレット・ラーソン』 - The Very Best of Nicolette Larson (1999年)
- 『ロッタ・ラヴ〜ベスト・オブ・ニコレット・ラーソン』 - Lotta Love: The Very Best Of Nicolette Larson (2015年)

### シングル
- 「溢れる愛」 - "Lotta Love" (1978年) ※全米8位[14]
- 「ルンバ・ガール」 - "Rhumba Girl" (1979年) ※全米47位[14]
- 「ギヴ・ア・リトル」 - "Give a Little" (1979年)
- "Let Me Go, Love" (1979年) ※with マイケル・マクドナルド。全米35位[14]
- 「ダンシン・ジョーンズ」 - "Dancin' Jones" (1980年)
- "Back in My Arms" (1980年)
- 「ウー・イー」 - "Ooo-Eee" (1981年)
- "When You Come Around" (1981年)
- "Radioland" (1981年)
- "Fool Me Again" (1981年)
- 「ふたりだけのデート」 - "I Only Want to Be with You" (1982年) ※全米53位[14]
- "Only Love Will Make Love Right" (1985年)
- "When You Get a Little Lonely" (1985年)
- "Building Bridges" (1985年)
- "Let Me Be the First" (1986年)
- "That's How You Know When Love's Right" (1986年) ※with スティーヴ・ウォリナー
- "That's More About Love (Than I Wanted to Know)" (1986年)
- "Let Me Be the One" (1988年)